# Inspectah Deck
Inspectah Deck, rodným jménem Jason Hunter (* 6. července 1970, New York) je americký rapper a hudební producent. Od roku 1992 působí v hiphopové skupině Wu-Tang Clan, se kterou vydal několik alb. Rovněž vydal několik sólových alb a roku 2013 vydal společné album s duem 7L & Esoteric. Podílel se také na písních jiných interpretů; v roce 1998 se například podílel na písni „Above the Clouds“ hiphopového dua Gang Starr.

## Sólová diskografie
- Uncontrolled Substance (1999)
- The Movement (2003)
- The Resident Patient (2006)
- Manifesto (2010)
- Czarface (2013)